# Polynema fumipenne
Polynema fumipenne är en stekelart som beskrevs av Walker 1846. Polynema fumipenne ingår i släktet Polynema och familjen dvärgsteklar. Arten är reproducerande i Sverige. Inga underarter finns listade i Catalogue of Life.